# Temporada 2013-2014 del València Basket
El València Basket Club va disputar la lliga ACB 2013-2014 amb sis cares noves en la plantilla i una al cos tècnic, l'entrenador assistent Juanjo Rojo. Tot i renovar mitja plantilla, l'equip taronja va fer un salt de qualitat en fitxar jugadors com Romain Sato, i es va posar com a objectiu de la temporada guanyar la tercera Eurocup de la història de l'entitat, objectiu que finalment aconseguirien tot i jugar tots els partits amb el factor camp en contra. Tot i que l'inici de temporada a l'Eurocup va ser molt fluix, signant una de les pitjors actuacions de la seua història en la fase de grups. Per contra, el València Basket va començar la Lliga ACB amb uns números de rècord, sols comparable als de la Temporada 1999-2000.
En acabar la primera volta en segona posició a la Lliga ACB, sols per darrere d'un Real Madrid imbatut, El València Basket va arribar a la Copa del Rei amb l'equip cansat i minvat per les lesions, i va caure davant el Barcelona a les semifinals. Tot i l'entropessó a copa, en 2014 el València Basket funciona a un ritme espectacular, guanyant l'Eurocup davant l'UNICS Kazan tot eliminant pel camí a equips com el Khimki o el Nizhny Novgorod amb el factor canxa en contra, pel que fa a la lliga, va mantenir el bon nivell de la primera meitat, acabant la lliga regular amb 30 victòries i 4 derrotes. Als play-offs, el València Basket i el Barça s'enfrontaren en una semifinal que ben bé podria haver estat una final i on el València, amb el factor canxa a favor, va perdre els dos primers partits. Tanmateix, els taronja acabarien forçant el cinqué partit en guanyar els dos partits com a visitant al Palau Blaugrana. El Barça, finalment campió de lliga, s'enduria l'eliminatòria amb una safata de Marcelinho Huertas en els últims segons d'un partit de desempat ben igualat (77-75).
Aquell any Justin Doellman es va convertir en el primer MVP de la lliga ACB en la història del València i va estar al millor quintet de la ULEB Eurocup (i Bojan Dubljević al segon). Doellman també va estar al millor quintet de la Lliga ACB, juntament amb un Romain Sato que va rebre el premi a l'esforç del club, amb un 22% dels vots dels aficionats, que el consideraren el jugador que més s'havia esforçat durant la temporada, per davant de l'abans esmentat Doellman amb un 21% dels vots.

## Plantilla
Nota: Hi ha jugadors que poden tenir més d'una nacionalitat.

### Alineació
| Pos. | Inicial          | Banq. 1         | Banq. 2         | Banq. 3 |
| ---- | ---------------- | --------------- | --------------- | ------- |
| P    | Bojan Dubljević  | Sergei Lishchuk | Juanjo Triguero |         |
| AP   | Justin Doellman  | Pablo Aguilar   |                 |         |
| A    | Romain Sato      | Vladimir Lučić  |                 |         |
| E    | Rafa Martínez    | Pau Ribas       |                 |         |
| B    | Oliver Lafayette | Sam van Rossom  | Larry Abia      |         |